# Гренвиль-Темпл, Ричард, 2-й граф Темпл
Ричард Гренвиль-Темпл, 2-й граф Темпл (англ. Richard Grenville-Temple, 2nd Earl Temple; 26 сентября 1711 — 12 сентября 1779) — британский политик и пэр.

## Биография

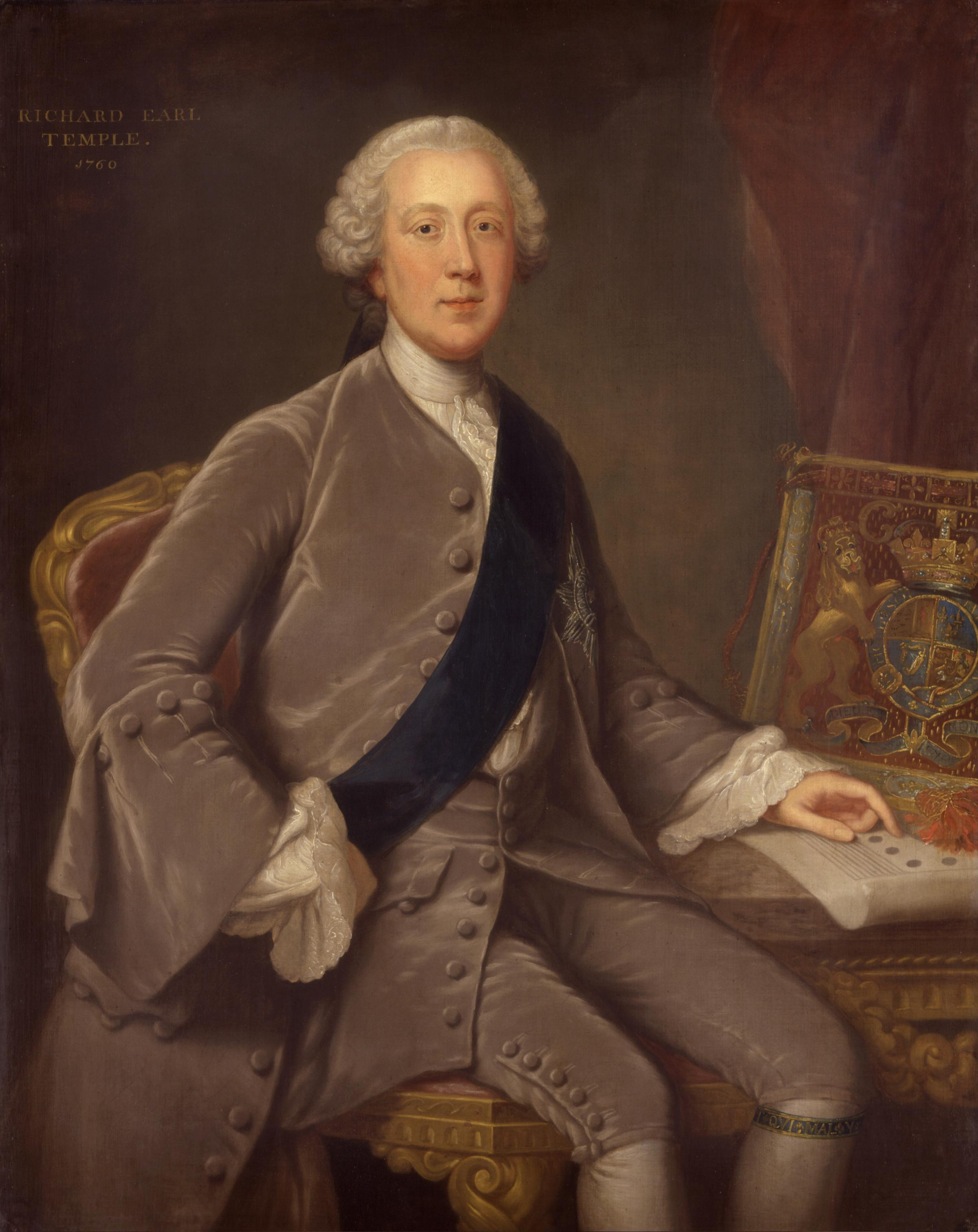
Портрет работы Уильяма Хоара, 1757—1760 гг.

Родился 26 сентября 1711 года. Старший сын политика Ричарда Гренвиля (1678—1727) и Хестер Гренвиль (1684—1752), позже 1-й графини Темпл. Он получил образование в Итонском колледже.
Ричард Гренвиль заседал в Палате общин Великобритании от Бакингема (1734—1741), Бакингемшира (1741—1747) и Бакингема (1747—1752).
6 октября 1752 года после смерти матери Ричард Гренвиль унаследовал титулы 2-го графа Темпла, 3-го виконта Кобэма и 3-го барона Кобэма из Кобэма в графстве Кент вместе с богатыми поместьями Стоу и Уоттон; и затем он взял имя Темпл в дополнение к своей первоначальной фамилии Гренвиль.

## Семилетняя война
Поворотным моментом в его политической судьбе стал брак его сестры Хестер в 1754 году с Уильямом Питтом, впоследствии графом Чатемом. Хотя лорд Темпл не обладал выдающимися качествами, его политическая карьера оказалась связанной с карьерой его зятя. В ноябре 1756 года граф Темпл стал первым лордом Адмиралтейства в правительстве Девоншира и Питта. Он был крайне неприятен Георгу II, который уволил его и Питта с должности в апреле 1757 года. Но когда в июне того же года был сформирован коалиционный кабинет Ньюкасла и Питта, Темпл получил должность хранителя Малой печати. Он был единственным членом кабинета, который поддержал предложение Питта объявить войну Испании в 1761 году, и они вместе подали в отставку 5 октября.

## Дальнейшая карьера

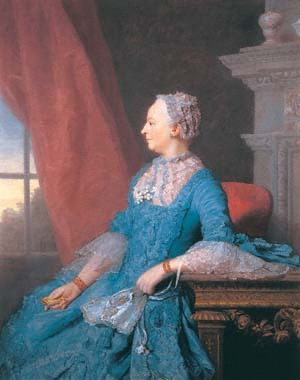
Энн Чемблер (1709—1777), супруга Ричарда Гренвиля-Темпла, 2-го графа Темпла

С этого времени граф Темпл стал одним из самых фракционных политиков; говорят, что он сам признался, что «он любил фракции и имел много лишних денег». Он был в плохих отношениях со своим младшим братом Джорджем Гренвилем, когда последний стал первым лордом казначейства в апреле 1763 года, и у него не было места в этом министерстве; но братья примирились до 1765 года, когда Темпл отказался присоединиться к правительству и убедил Уильяма Питта отказаться от этого. Несколько недель спустя король предложил Питту условия, чтобы побудить его сформировать или присоединиться к администрации.
Продолжающийся отказ Уильяма Питта присоединиться к первому правительству Рокингема, возможно, был отчасти обусловлен графом Темплом, но к концу 1765 года старая дружба между зятьями начала распадаться; и когда, наконец, в июле 1766 года Питт согласился сформировать правительство, граф Темпл отказался присоединиться, оскорбленный тем, что, хотя ему и предложили должность казначея, ему не позволили наравне с Питтом выдвигать кандидатуры на другие должности. Затем граф Темпл начал клеветать на Питта. После смерти Джорджа Гренвиля в 1770 году лорд Темпл почти полностью ушел из общественной жизни.
Лорд Темпл, как говорят, был автором нескольких анонимных пасквилей и вдохновителем многих других. В частной жизни он щедро использовал свое богатство по отношению к своим родственникам, друзьям и иждивенцам. Уильям Питт Старший был должен ему денег. Он был главным спонсором еженедельной газеты The North Briton и он оплатил судебные издержки Джона Уилкса. Он также предоставил Уилксу право собственности на землю, что позволило ему баллотироваться в Миддлсекс на парламентских выборах 1768 года.
В 1760 году граф Темпл был награжден Орденом Бани.
В дополнение к унаследованным им поместьям Темпл приобрел значительное состояние, женившись в 1737 году на Энн Чемблер (1709 — 7 апреля 1777), дочери Томаса Чемберса и леди Мэри Беркли. У супругов было одна дочь, умершая в детстве:
- Элизабет Гренвиль (1 сентября 1738 — 14 июля 1742)

## Смерть
Граф Темпл скончался в начале сентября 1779 года в возрасте 67 лет после падения с фаэтона. Единственным ребенком от его брака была дочь, умершая в младенчестве. Графский титул Темплу унаследовал его племянник Джордж Ньюджент-Темпл-Гренвиль.